# Großer Pönitzer See
Der Große Pönitzer See (häufig nur „Pönitzer See“ genannt) ist ein See in der Gemeinde Scharbeutz – südöstlich von Pönitz – im Kreis Ostholstein in Schleswig-Holstein. Direkt an seinem nördlichen Ufer liegt das Dorf Pönitz am See, an seinem südlichen Ufer das Dorf Klingberg. 
Er liegt in der Holsteinischen Schweiz, umgeben von einer hügeligen Moränenlandschaft. Nördlich von ihm liegt der Kleine Pönitzer See, in den er über einen Graben entwässert.
Der See hat eine runde Grundform mit einer Bucht im Norden und ist ca. 1400 Meter lang und 1100 Meter breit. Er hat eine Größe von etwa 108 Hektar und eine maximale Tiefe von 19,2 Metern, die er in seiner Mitte erreicht. Der See speist sich über eher unbedeutende Zuflüsse.
An seinem südwestlichen Ufer liegt das Gut Garkau. 
Der Große Pönitzer See wird befischt.

## Weblinks

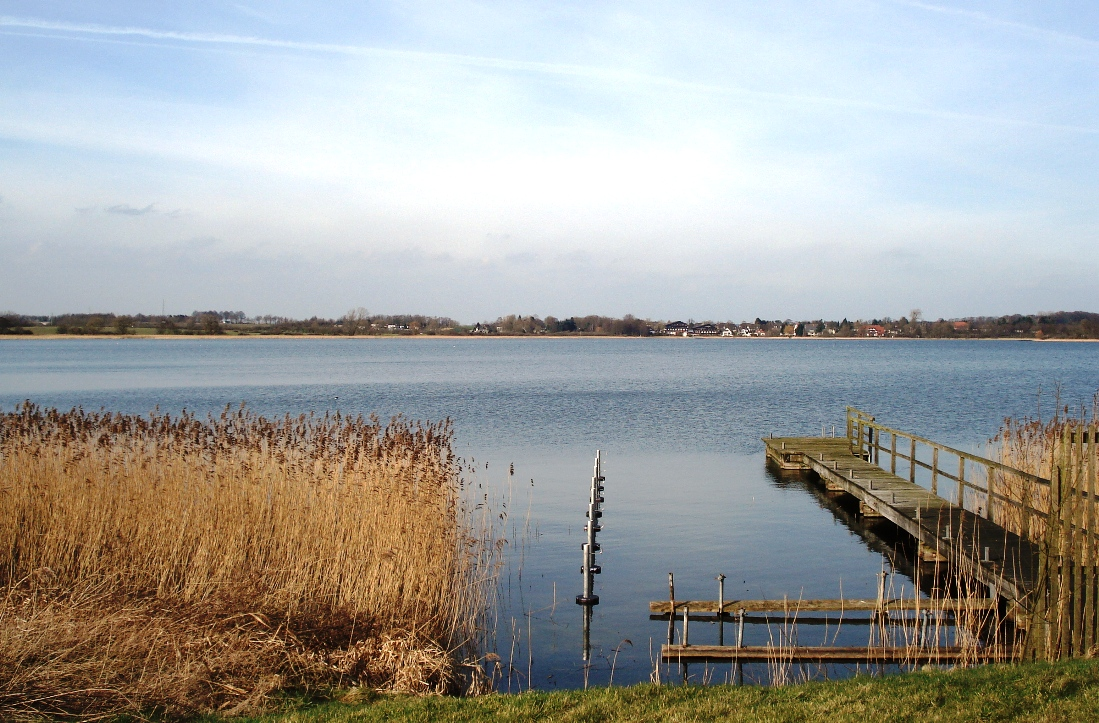
Der Große Pönitzer See von Süden